# Автополигон НАМИ

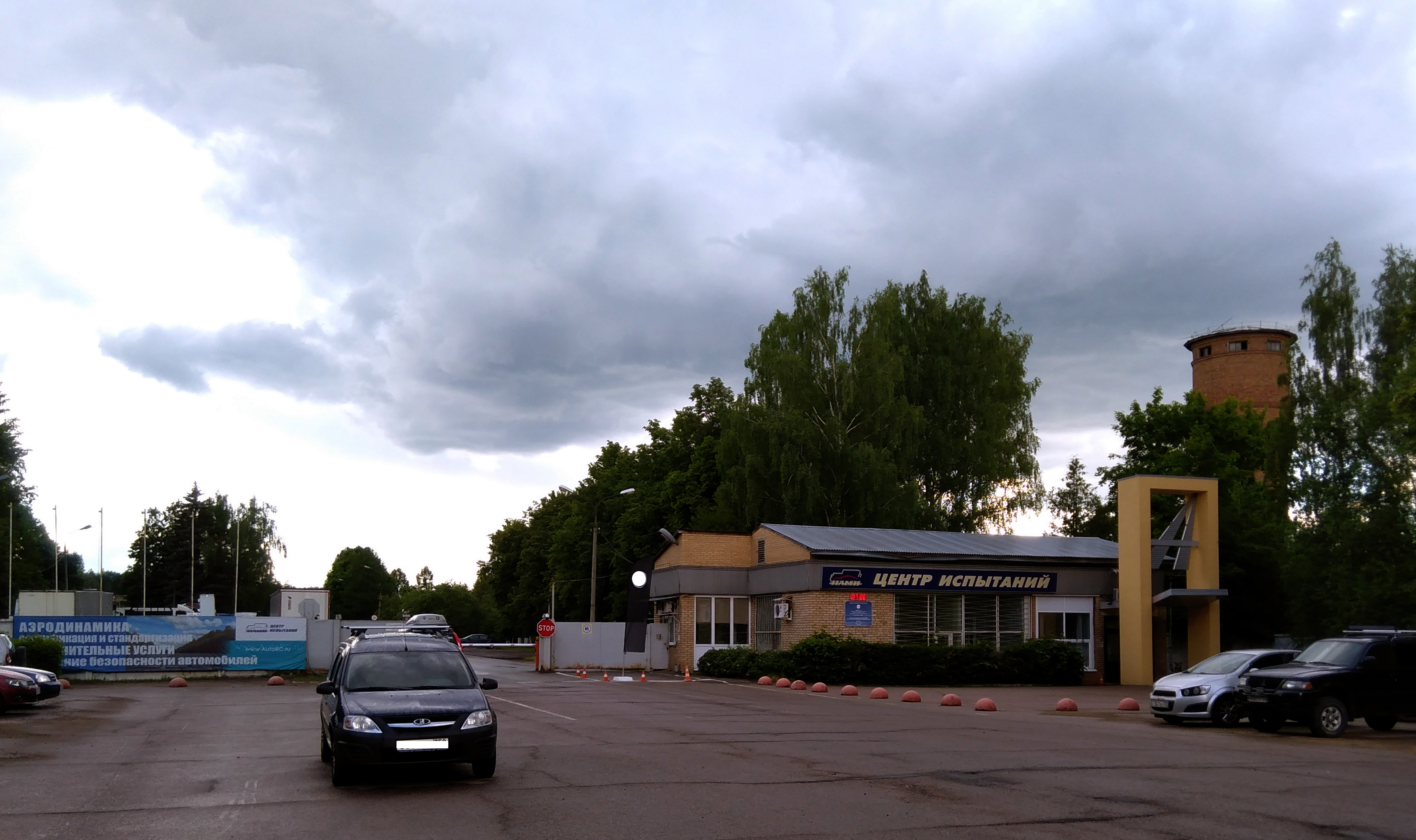
Дмитровский Автополигон.

Автополигон НАМИ (Научно-исследовательский центр по испытаниям и доводке автомототехники ФГУП «НАМИ», НИЦИАМТ ФГУП «НАМИ») — российский автополигон, центр экспериментальных исследований и разработки методологии испытаний автотранспортных средств и комплектующих изделий.
Основан в 1964 году.
Научные, технологические, методические кадровые возможности НИЦИАМТ ФГУП «НАМИ» признаны и закреплены в аккредитациях в российских и международных системах сертификации автомототехники, в том числе аккредитации в качестве испытательной лаборатории Госстандартом, Госстроем и Госсанэпиднадзором РФ, а также регистрации в КВТ ЕЭК ООН в качестве технической службы по сертификационным испытаниям в рамках Женевского соглашения.
Экспериментально-исследовательская база НИЦИАМТ ФГУП «НАМИ» позволяет исследовать и оценивать около 3000 параметров конструкции разнообразных объектов — от велосипеда до большегрузных автопоездов, для чего разработаны и используются свыше 2500 нормативных документов на уровне государственных стандартов и стандартов предприятия. Постоянными заказчиками Автополигона НАМИ являются практически все ведущие автомобилестроительные фирмы стран — лидеров мирового автомобилестроения (Германия, Испания, Италия, Южная Корея, США, Франция, Чехия, Швеция и др.).
Автополигон сотрудничает с аналогичными зарубежными научно-исследовательскими центрами — такими, как ЮТАК (Франция), УВМВ (Чехия), ПИМОТ (Польша), ИДИАДА (Испания).

## История
В 1936 году в Главное Управление автотракторной промышленности (ГУТАП) было представлено проектное задание. После переработки задание предусматривало строительство скоростного трека длиной 4,5 км, динамометрической (3,5 км), комплексной испытательной с различными покрытиями (10 км) и грунтовой дорог, дороги с булыжным покрытием (3,5 км) и испытательных подъемов с уклоном до 60 %. В документе были сформулированы также основные задачи полигона: проведение научно-исследовательских работ, контроль качества продукции, выпускаемой заводами, всесторонняя проверка опытных образцов, изготовляемых НАТИ и заводами, испытания автомобилей-аналогов зарубежного производства и т. д. В разработке проектного задания участвовали Крживицкий А. А., Дыбов О. В., Томилин Н. Н., Лаптев С. А. и другие специалисты автомобильного отдела НАМИ.
Основной проблемой на стадии планирования был выбор местоположения будущего полигона. В 1941 году работы по созданию полигона были остановлены, началась Великая Отечественная война.
В середине 1950-х годов при содействии Ново-Карцевского лесничества Дмитровского лесхоза, удалось выбрать на землях Гослесфонда участок, подходивший для строительства полигона, который решением исполкома Мособлсовета от 15 сентября 1956 года и был отведен. Полигон вступил в строй в 1965 году. Общая площадь полигона составляет 25 квадратных километров. Имеются испытательные дороги 15 типов и разновидностей, общей протяженностью 110 километров, а также лабораторная база общей площадью 43 тыс. м².
В 1994 году построен комплекс для испытаний автомобилей, оборудованных антиблокировочной системой (АБС) (полоса «мокрого базальта»). В 2001 году приобретено импортное научное оборудование для испытаний автомобилей на безопасность и экологию. В 2008—2010 годах приобретен стенд для исследования токсичности автомобилей Хориба, построены разгонные полосы для проведения «краш-тестов», тоннель, шумомерная дорога, в 2010 году введены подъемы 18 % и 20 %, заменено покрытие испытательных дорог площадью 7 000 м².

### Руководители автополигона
| 1964—1966 | Венедиктов Лев Дмитриевич       | директор ЦНИАП НАМИ              |
| 1966—1982 | Ануфриев Валентин Александрович | директор ЦНИАП НАМИ              |
| 1982—1986 | Кутенев Вадим Федорович         | директор ЦНИАП НАМИ              |
| 1986—1991 | Безверхий Сергей Федорович      | директор ЦНИАП НАМИ-НИЦИАМТ      |
| 1991—2003 | Резниченко Вячеслав Андреевич   | ген. директор ФГУП «НИЦИАМТ»     |
| 2003—2008 | Котляренко Владимир Иванович    | ген. директор ФГУП «НИЦИАМТ»     |
| с 2008    | Загарин Денис Александрович     | руководитель НИЦИАМТ ФГУП «НАМИ» |

## Деятельность
Научная и практическая деятельность направлена на решение следующих основных задач:
1. Исследования и испытания опытных образцов и серийно выпускаемых автотранспортных средств, систем, элементов конструкции на соответствие действующим и перспективным требованиям нормативных документов и разработка рекомендаций по повышению их эксплуатационных свойств.
2. Проведение сертификационных испытаний автомототехники.
3. Совершенствование существующих и разработка новых методов испытаний автотранспортных средств и требований к ним с учетом перспективы совершенствования конструкций АТС.
4. Формирование и развитие исследовательской и испытательной базы.

Условно испытания можно разделить на дорожные и лабораторно-дорожные.